# Bíborkardinális
A bíborkardinális vagy karmazsinkardinális (Cardinalis phoeniceus) a madarak osztályába, ezen belül a verébalakúak (Passeriformes) rendjébe és a kardinálispintyfélék (Cardinalidae) családjába tartozó faj.

## Rendszerezése
A fajt Charles Lucien Jules Laurent Bonaparte francia ornitológus írta le 1838-ban.

## Előfordulása
Dél-Amerika északi részén, Kolumbia és Venezuela területén honos. Természetes élőhelyei a szubtrópusi vagy trópusi éghajlati övezetben lévő szavannák és cserjések. Állandó, nem vonuló faj.

## Megjelenése
Testhossza 19 centiméter.
|  |  |

## Természetvédelmi helyzete
Az elterjedési területe nagyon nagy, egyedszáma ugyan csökken, de még nem éri el a kritikus szintet. A Természetvédelmi Világszövetség Vörös listáján nem fenyegetett fajként szerepel.